# 斉藤五六郎
斉藤 五六郎（さいとう ごろくろう、文政12年10月1日（1829年10月28日） - 慶応元年10月25日（1865年12月12日））は江戸時代後期（幕末）の福岡藩士。諱は定広。福岡藩江戸藩邸（麻布）にて生まれる。父は福岡藩士斎藤儀一郎定得。母は石川氏。石高は600石。
天保9年（1838年）、父の跡を継ぐ。安政年間より加藤司書と協力して藩論の一致に努めた。元治元年（1864年）、禁門の変に福岡藩は禁裏守護のために加藤司書を長として派兵することになり、五六郎は大組頭助役としてこれに従い、加藤の補佐役を勤めた。しかるに第一次長州征討により派兵は中止となったが、征長軍の解兵のことに尽力し、また五卿保護の任に尽力した。のち大目付に進んだが、時に藩内勤皇・佐幕の二派に分かれて争い、五六郎は尊皇の藩論確立に努めたが、佐幕派の台頭により、翌年慶応元年（1865年）6月職を奪われて屏居させられ、博多・天福寺（現在は福岡市城南区に移転）において自刃を命ぜられた（乙丑の獄）。享年37。
明治35年（1902年）贈従四位。墓所は聖福寺（福岡市博多区御供所町）。